# Sinodo di Pistoia

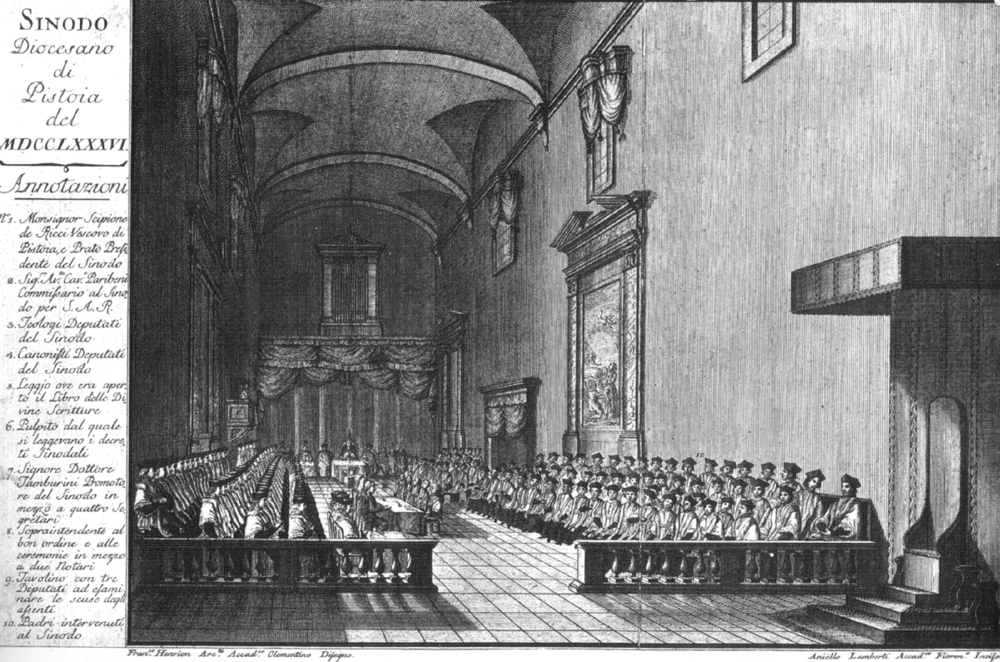
Il sinodo di Pistoia si tenne all'interno della chiesa di San Benedetto, ribattezzata San Leopoldo dal vescovo de' Ricci.

Il Sinodo di Pistoia fu un sinodo diocesano convocato nel 1786 dal vescovo Scipione de' Ricci ed animato dal teologo Pietro Tamburini, professore all'università di Pavia. In esso si cercò di riformare la Chiesa in senso giansenista.
Il sinodo si svolse in sette sessioni dal 19 settembre 1786 al 28 dello stesso mese.

## Decreti del Sinodo
Diversi furono i decreti emanati dal sinodo:
1. Sulla fede: la professione di fede di Pistoia è ortodossa; si attacca però il culto del Sacro Cuore, ritenuto una adorazione illegittima perché separa e divide l'unica persona del Cristo, adorando l'umanità separata dalla divinità;
2. Sulla Chiesa: la Chiesa ha il compito di conservare il deposito della fede e della morale, la cui verità sta nell'antichità (le aggiunte posteriori sono false); la vera Chiesa è la comunità dei pastori di Cristo di cui il papa è soltanto il capo ministeriale;
3. Sulla grazia e sulla predestinazione: gli ultimi secoli hanno oscurato la verità, per cui bisogna ritornare all'antichità, in particolare alla dottrina di sant'Agostino;
4. Sui sacramenti: come Trento, riconosce il numero di sette, e per ognuno ne stabilisce la dottrina:
  1. battesimo: il sinodo si sofferma in particolare sul battesimo dei bambini, obbligatorio entro le 24 ore dalla nascita, anche senza il consenso dei genitori;
  2. eucaristia: si evitano le discussioni per spiegare la presenza reale (non si parla mai di transustanziazione); si abolisce la comunione eucaristica fuori dalla messa; si introduce la lingua volgare e la lettura ad alta voce delle preghiere della messa;
  3. penitenza: il sinodo, sulla scia del Ricci (che pensava ad un'unica confessione nella vita, come nella chiesa antica), si mostrò molto rigorista;
  4. estrema unzione: il fondamento è la lettera di Giacomo; per il sinodo, la dottrina attuale (il sacramento si deve ricevere solo alla fine della vita) è un abuso posteriore introdotto nella Chiesa;
  5. ordine: il sinodo ne parla a lungo, lodando il granduca Leopoldo II per le sue riforme in questo campo;
5. Sulla preghiera: il sinodo mette in guardia dalle false devozioni (Sacro Cuore, Via Crucis), regola le altre (specialmente quelle mariane), condanna l'adorazione di false immagini miracolose, obbliga a togliere dalle chiese ogni immagine o statua che non siano quelle che fanno riferimento ai misteri di Cristo; si sopprimono gli altari laterali nelle chiese;
6. Sul culto pubblico: onori al sovrano, ufficio dei defunti ogni domenica in parrocchia, riforma del breviario, riduzione delle novene, delle processioni, delle feste; trasferimento delle feste in domenica.
7. Sulle conferenze ecclesiastiche e sui sinodi.

## Ricezione e condanna
Per il de' Ricci, questo sinodo doveva rappresentare il primo passo per la nascita di una chiesa nazionale, indipendente da Roma. Il sinodo durò dieci giorni e il lavoro consistette praticamente nell'approvazione di decreti già preparati in precedenza. Lo spirito generale del sinodo, antiromano e anticuriale, è palese in alcuni articoli: conferma degli articoli gallicani del 1682, approvazione di tesi care ai giansenisti (condanna del Sacro Cuore, degli esercizi spirituali, delle missioni popolari), fusione di tutti i religiosi in un solo ordine, soppressione dei voti di povertà ed obbedienza.
Il de' Ricci poi si adoperò perché le decisioni di Pistoia divenissero patrimonio comune dello Stato. Ma il concilio nazionale celebrato a Firenze nel 1787, che avrebbe dovuto confermare le decisioni pistoiesi, rappresentò invece uno smacco per il Ricci: la maggior parte dell'episcopato toscano si mostrò sfavorevole a Pistoia. Ci fu pure un attacco del popolo pratese alla sede vescovile della città, poiché il Ricci aveva screditato la Sacra Cintola. Inoltre, nel 1790 il granduca Leopoldo II lasciava la Toscana per il trono austriaco: il vescovo pistoiese perdeva così il suo appoggio e dovette rassegnare le dimissioni (1791).
Nel 1794, con la bolla Auctorem Fidei, papa Pio VI condannò 85 tesi approvate dal sinodo, bollandone 7 come eretiche e altre come «scismatiche, erronee, sovversive della gerarchia ecclesiastica, false, temerarie, capricciose, ingiuriose alla Chiesa e alla sua autorità, conducenti al disprezzo de' sacramenti e delle pratiche di santa Chiesa, offensive alla pietà dei fedeli, che turbavano l'ordine delle diverse chiese, il ministero ecclesiastico, la quiete delle anime; che si opponevano ai decreti Tridentini, offendevano la venerazione dovuta alla Madre di Dio, i diritti de' Concilii generali»..
Scipione de' Ricci, relegato nella sua villa, solo nel 1805, in un incontro con papa Pio VII a Firenze, abiurò le sue tesi.